# 2019 en Allemagne
Chronologie de l’Allemagne
- 2015
- 2016
- 2017
- 2018
- 2019
- 2020
- 2021
- 2022
- 2023

## Événements

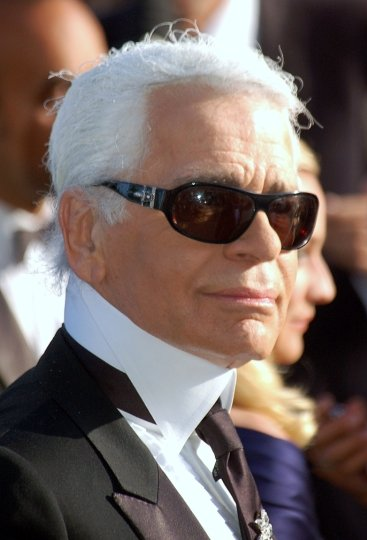
Karl Lagerfeld au festival de Cannes.

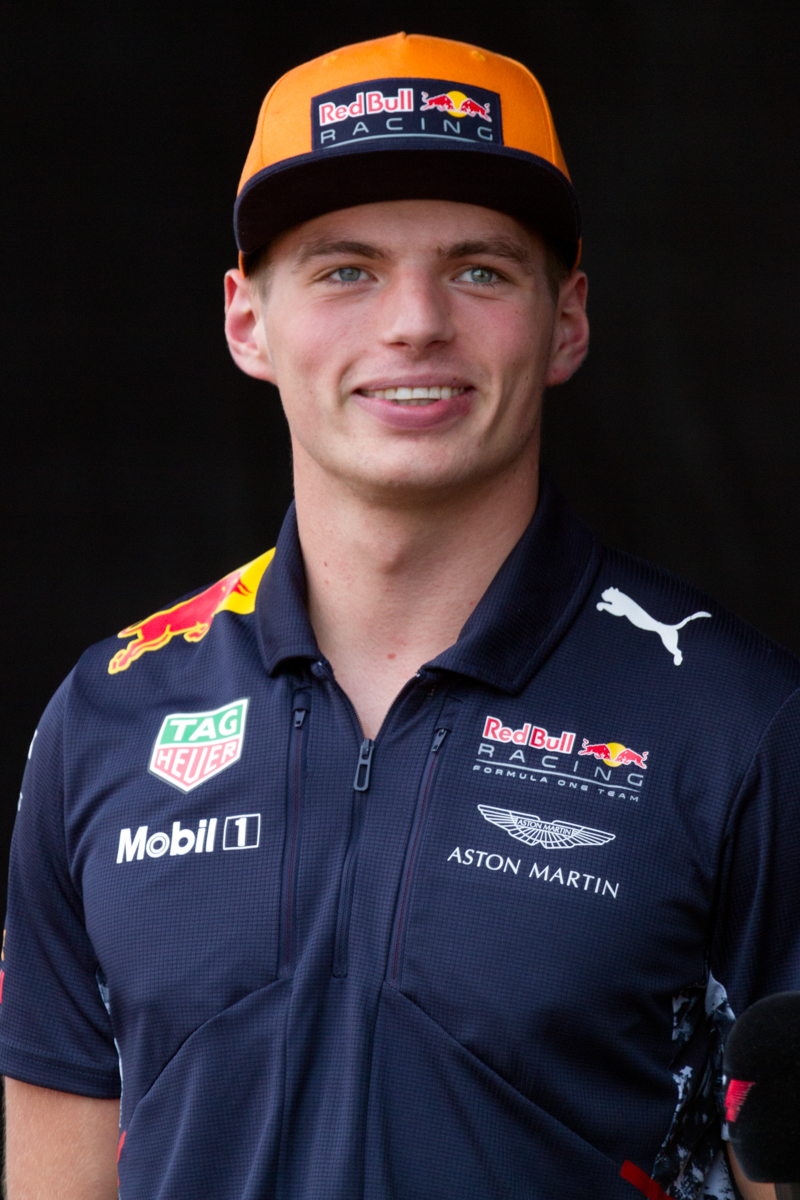
Max Verstappen.

### Janvier
- 1er janvier : Loi sur les emballages
- 29 janvier : Mort d'Alf Lüidtke

### Février
- 7 février : début de la 69e édition du Festival de Berlin (fin le 17 février)[1]
- 10 février : Mort de Maximilian Renelt
- 19 février : Mort de Karl Lagerfeld

### Mars
- 25 mars : première session d’une Assemblée franco-allemande[2]

### Mai
- 23 mai : Célébration de la loi fondamentale
- 26 mai : Élections européennes

### Juin
- 2 juin : Assassinat de Walter Lübcke[3].

### Juillet
- 28 juillet : Grand prix de formule 1 (vainqueur: Max Verstappen)[4].

### Août
- 16 août : Début du championnat d’Allemagne de football (se termine le 27 juin 2020).

### Septembre
- 3 septembre : Mort de Peter Lindbergh
- 16 septembre : Mort de Luigi Colani
- 20-27 septembre : Manifestation d’envergure sur le climat[5]

### Octobre
- 9 octobre : Attentat de Yom Kippour à Halle-sur-Saale[6].

### Novembre
- 9 novembre : Anniversaire des 30 ans de la Chute du mur de Berlin[7].

### Décembre
- 30 décembre : Mort de Harry Kupfer.

## Économie

### Croissance économique
L’année 2019 en Allemagne est marquée par la baisse de la Croissance économique passant de 2,5% en 2017 et 1,5% en 2018 à  0,5 % cette année là. En cause notamment le ralentissement de l’Économie mondiale,à cause de différents facteurs de Relations internationales.

## Politique

### Personnalités politique actives
Chancelier : Angela Merkel
Président : Frank-Walter Steinmeier

#### Cabinet Merkel IVliste des ministres

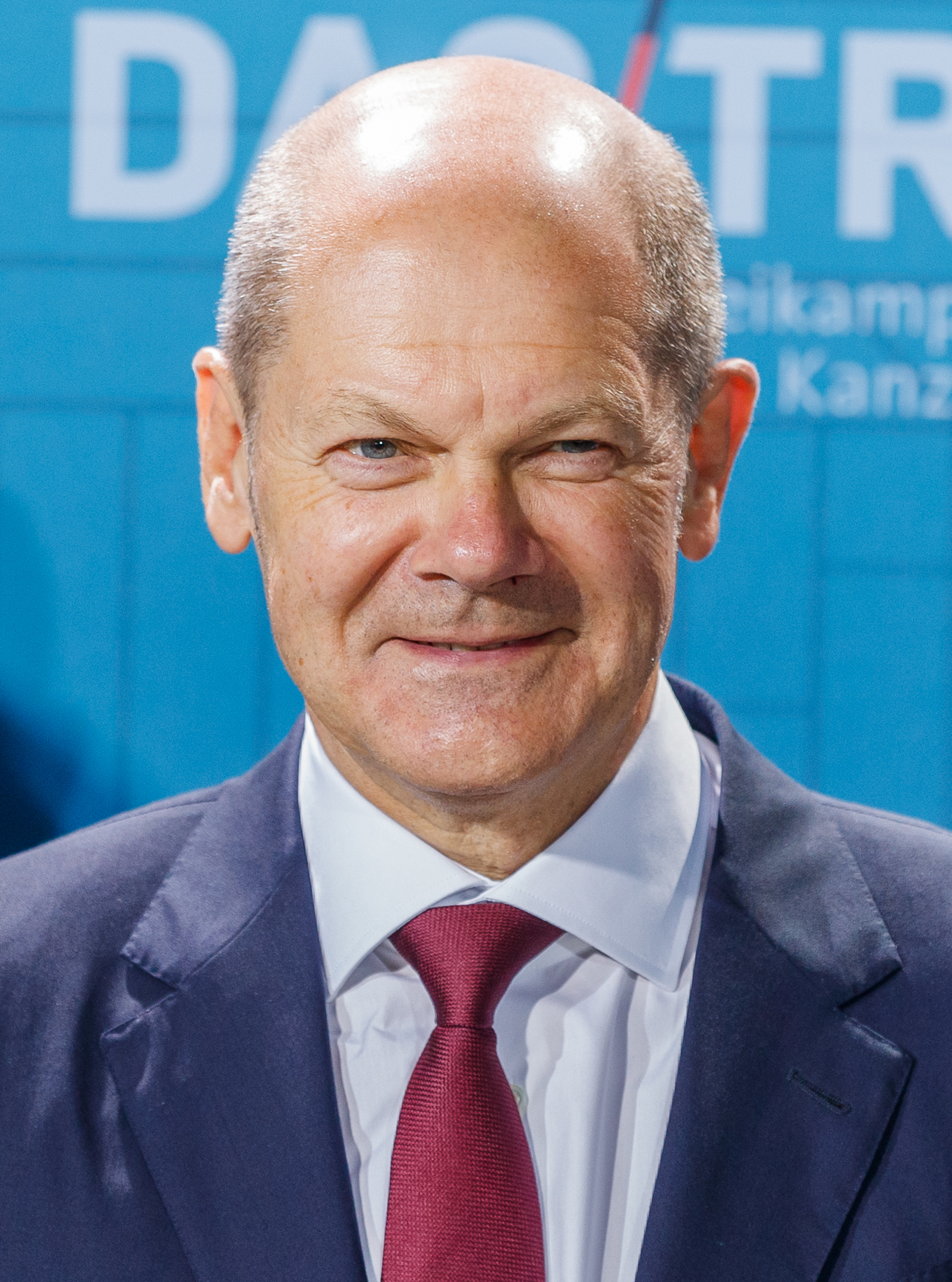
Olaf Scholz en 2021

•Olaf Scholz : ministre des finances et vice chancelier 
•Jens Spahn : ministre de la santé 
•Horst Seehofer : ministre de l’intérieur 
•Hubertus Heil : ministre du travail et des affaires sociales 
•Anja Karliczek : ministre de l’éducation 
•Julia Klöckner : ministre de l’agriculture 
•Franziska Giffey : ministre de la famille 
• Svenja Schulze : ministre de l’environnement 
•Andreas Scheuer : ministre des transports 
•Ursula von der Leyen : ministre de la défense 
•Peter Altmaier : ministre de l’économie 
•Heiko Maas : ministre des affaires étrangères 

•Katarina Barley : ministre de la justice 

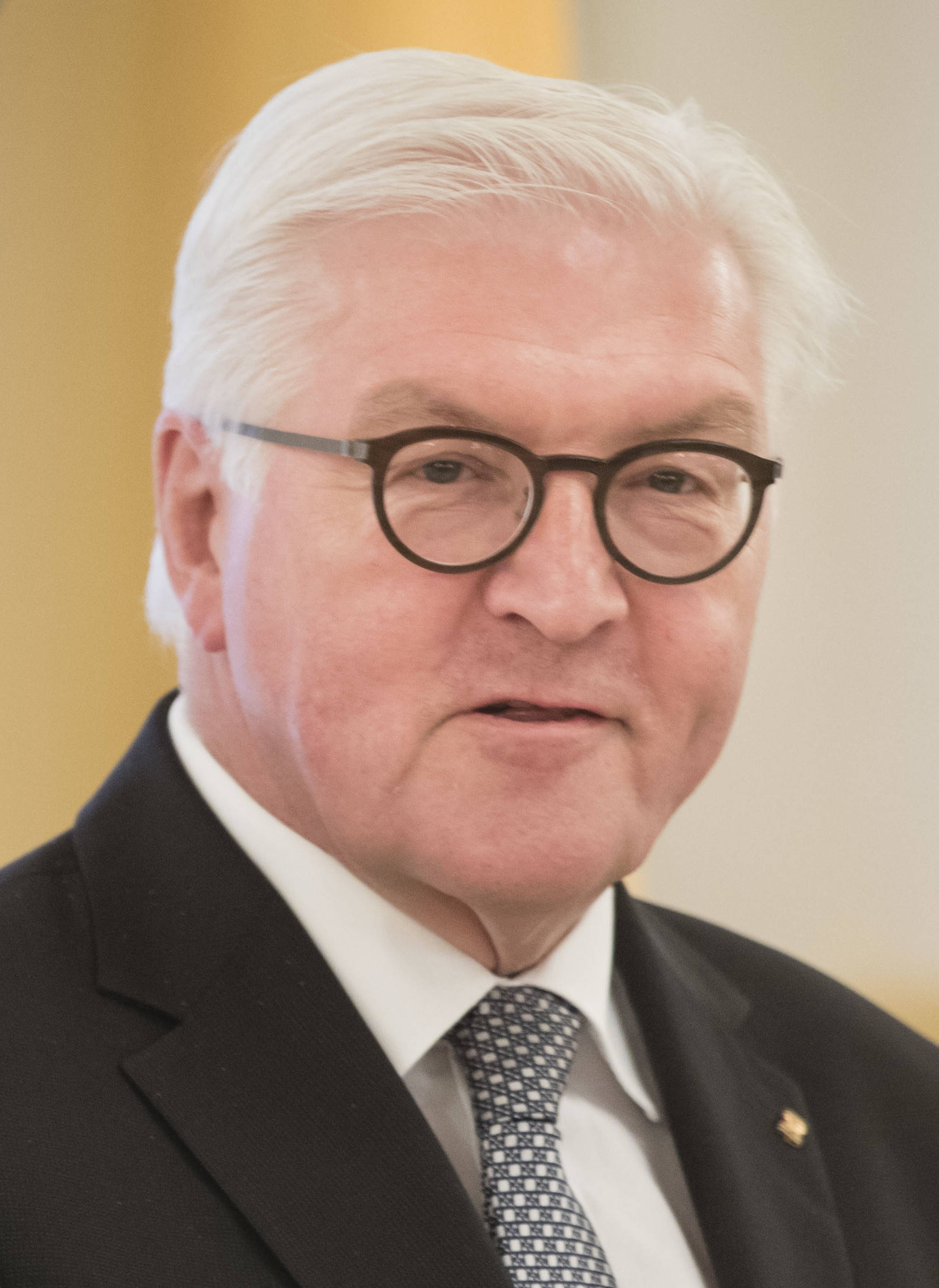
Frank-Walter Steinmeier, président fédéral de l’Allemagne.

•Helge Braun : ministre de la chancellerie 
•Gerd Müller : ministre du développement 

### Élections européennes
L’Allemagne a organisé en 2019 ses élections européennes, avec en point fort la hausse de la participation, en hausse d’environ 10 points par rapport à 2014, le recul des CDU/CSU et du Parti social-démocrate d'Allemagne (de respectivement 7 et 12 points environ), mais également l’augmentation des scores de Alliance 90/Les Verts (passant de 10,7% à 20,5%).

Élections européennes en Allemagne.

#### Conseil de sécurité des Nations unies
Le 8 juin 2018 l’Allemagne est élue membre non permanent du Conseil de sécurité des Nations unies pour la période 2019 -2020 .Pour la sixième fois. L’Allemagne avait été membre pour la dernière fois durant la période  2011-2012.

##### Loi sur les emballages
À partir du premier janvier 2019, l’Allemagne adopte une nouvelle loi sur les emballages qui concerne les entreprises de produits emballés et des lieux commerciaux (restaurants, cinémas, musées…).

###### Loi fondamentale
Le 23 mai 2019, l’Allemagne a fêté les 70 ans de la Loi fondamentale de la République fédérale d'Allemagne, proclamée le 23 mai 1949, même si à Berlin, les députés du Bundestag l’on fêtée dès le 16 mai 2019.

## Sport

### Championnat d’Allemagne de football 2019-2020
La saison 2019-2020 est la 57e édition du Championnat d'Allemagne de football qui opposait les 18 meilleurs clubs de football d’Allemagne .Avec comme tenant du titre le Bayern Munich.

#### Grand prix de formule 1
Le  Grand Prix de Formule 1 d’Allemagne se tenait à Hockenheim avec comme vainqueur Max Verstappen .

##### Coupe du monde féminine de football
La Mannschaft s’est qualifiée pour les quarts de finale de la Coupe du monde féminine de football 2019 en battant l’équipe du Nigeria (3-0) et arrivant ainsi en 5ème position.

## Décès
- Luigi Colani 1928-2019, designer
- Karl Lagerfeld 1933-2019, couturier
- Peter Lindbergh 1944-2019, photographe et réalisateur
- Alf Lüdtke 1943-2019, historien
- Maximilen Reinelt 1988-2019, sportif
- Harry Kupfer 1935-2019, metteur en scène d’opéras[20]
- Walter Lübcke 1953-2019, homme politique allemand